# الوسلاتیه
الوسلاتیه (به عربی: الوسلاتیة) یک منطقهٔ مسکونی در تونس است که در استان قیروان واقع شده‌است. الوسلاتیه ۱۰٬۷۸۳ نفر جمعیت دارد.